# Green River (canción)
«Green River» es una canción que fue escrita por John Fogerty y grabado por Creedence Clearwater Revival. Es la canción que da título a su primer álbum con el mismo nombre. La canción fue lanzada como sencillo y alcanzó el puesto # 2 en las listas de Billboard. Como era común en aquella época, la cara B del sencillo, "Commotion", también en el trazado, alcanzando el puesto # 30. Fue el tercer sencillo de CCR de oro.
Musicalmente la canción es una fusión peculiar de Rock psicodélico/Rock ácido, junto al country rock característico de la banda .

## Fondo
La canción se basó en un lugar de vacaciones de John Fogerty. En una entrevista que Fogerty concedió a "Rolling Stone" en 2012, Fogerty declaró:

Lo que realmente sucedió es que usé un escenario como Nueva Orleans, pero en realidad estaría hablando de cosas de mi propia vida. Ciertamente, una canción como "Green River", que puedes pensar que encajaría perfectamente en el ambiente de Bayou, pero en realidad se trata de Green River, como lo llamé, en realidad se llamó Putah Creek por Winters, California. No se llamaba Green River, pero en mi mente siempre lo llamé Green River. Todas esas pequeñas anécdotas son parte de mi infancia, esas son cosas que me sucedieron en realidad, solo escribí sobre ellas y la audiencia cambió en el momento y lugar.

Fogerty agregó que la "referencia específica real, 'Green River', la obtuve de una etiqueta de jarabe de gaseosa ... Mi sabor se llamaba  Green River".

## Recepción
Billboard  describió el sencillo como "un rockero impulsor en la misma línea que" el sencillo anterior de Creedence Clearwater Revival "Bad Moon Rising."

## Apariciones
- Green River aparece en el videojuego Grand Theft Auto: San Andreas,  en la estación K-DST.
- Green River suena en el videojuego de 2016 Mafia III, en la escena en la que Lincoln Clay persigue a Lou Marcano por el pantano llevando solo un cuchillo.
- En el videojuego  Mafia III  en la radio del juego.
- En la primera escena de la película de 2017   The Post , dirigida por Steven Spielberg y protagonizada por Meryl Streep y Tom Hanks. (Tengan en cuenta que la escena en Vietnam a la que acompañaba la canción estaba fechada en 1966, lo que significa que Spielberg hizo un uso anacrónico de la canción, que no se lanzó hasta 3 años después).